# Bund Schweizerischer Frauenvereine
Bund Schweizerischer Frauenvereine (BSF) eller Alliance de sociétés féminines suisses (ASF), från 1999 internationellt känd som Alliance F, är en schweizisk kvinnorättsorganisation, grundad 1899.  Det är en paraplyorganisation för de schwieziska kvinnoföreningarna. 
BSF bildades av ledarna för kvinnoföreningarna i Bern för att samordna den då allt mer aktiva men splittrade kvinnorörelsen i Schweiz, tre år efter landets första kvinnokongress. BSF blev 1903 landets representant inom International Council of Women (ICW). 
Föreningen hade goda kontakter med myndigheterna, regeringen och parlamentet, och konsulterades av dessa i kvinnofrågor, något som gav det inflytande och rollen av ett talesorgan för landets kvinnorörelse. Dessa krav var dock länge blygsamma och framfördes på ett lågmält sätt. Det var en borgerligt dominerad förening som förde fram principen att fler rättigheter till kvinnor inte hotade den konservativa familjens könsroller, och förespråkade utökade rättigheter för kvinnor utan att förändra könens traditionella roll i samhället. BSF ville gärna fungera rådgivande till myndigheterna, men krävde inte att kvinnor skulle medverka i politiken jämlikt med män. 
BSF stödde tidigt Kvinnlig rösträtt, och började från 1909 försiktigt verka för frågan. 1918 stödde det den nationella strejkrörelsens krav, då dessa också innefattade kvinnlig rösträtt. 1923 organiserade det yrkesutbildning och arbetsförmedlingar till kvinnor, och från 1928 höll det regelbundet en utställning för kvinnors arbete. Under depressionen och andra världskriget på 1930- och 40-talen stödde BSF främst regeringen i dess policy att uppmuntra kvinnor att engagera sig i hjälparbete för att mildra effekterna av depressionen och sedan stödja mobiliseringen under kriget. 
Från 1949 fungerade BSF formellt som paraplyorganisationen för landets kvinnoföreningar. Det var engagerat i 1959 års folkomröstningar i Schweiz. Efter införandet av kvinnlig rösträtt efter 1971 års folkomröstningar i Schweiz förlorade BSF i betydelse och inflytande. 
Ordförande
- 1900-1904: Helene von Mülinen
- 1904-1910: Pauline Chaponnière-Chaix
- 1910-1916: Klara Honegger
- 1916-1920: Pauline Chaponnière-Chaix
- 1920-1929: Elisabeth Zellweger
- 1929-1935: Anne de Montet-Burckhardt
- 1935-1944: Clara Nef
- 1944-1949: Adrienne Jeannet-Nicolet
- 1949-1955: Gertrud Haemmerli-Schindler
- 1959-1965: Dora Julia Rittmeyer-Iselin
- 1965-1971: Rolande Gaillard